# Inspectorul broaștelor
Inspectorul broaștelor este o piesă de teatru a autorului român Victor Eftimiu. Este o comedie satirică în care autorul atacă plin de vervă și virulență  moravurile politicianiste. A apărut în 1922 în perioada interbelică.

## Prezentare
Acțiunea începe (cu 50 de ani în urmă...) în cabinetul lui Georgel Demetrian, ministrul  domeniilor într-o zi de audiență. Amedeo Vârcolac cere ministrului postul de inspector al broaștelor având o recomandație de la Alexandru Boieru, un prieten foarte bun al lui Georgel Demetrian. Postul acestuia e ca și garantat, dar după plecarea lui Vârcolac, intră în cabinet Jenică Iorganda, care primește postul de inspector al broaștelor după ce îi promite că îi face cunoștință cu o damă bine. Jenică credea inițial că postul prevede să aibă grijă de broaștele și clanțele ușilor de la minister.  

## Personaje
- Georgel Demetrian, ministru la domenii, membru al Partidului Conservator, 45-50 de ani
- Jenică Iorganda, ziarist al puterii și consilier al lui Georgel Demetrian, 35-40 de ani
- Amedeo Vârcolac, profesor pensionar, 60-65 de ani
- moș Niță, ușier de 30 de ani la  domenii, 65-70 de ani
- Emi, fiica lui Amedeo Vârcolac, 23-25 de ani
- Teofil Bîrcu, poet, 25-30 de ani
- Un gardist
- Cameriera, femeie trecută, 40 de ani

## Ecranizări
- 1979 - Inspectorul broaștelor, film TV, regia Domnița Munteanu,[1] cu Valentin Plătăreanu, Constantin Diplan, Mircea Anghelescu, Constantin Guriță, Catrinel Dumitrescu[2]

## Teatru radiofonic
- 1971, regia Paul Stratilat, cu Nicolae Brancomir, Radu Beligan, Costache Antoniu, Rodica Tapalagă, Nicolae Neamțu-Ottonel, Mihai Velcescu, Vasile Lupu, Mihai Stoenescu, Horia Șerbănescu[3]